# 伊朗黑粉菌
伊朗黑粉菌（学名：Ustilago iranica）是属于黑粉菌目黑粉菌科黑粉菌属的一种真菌，寄生在芨芨草属植物上。该种分布于中国、伊朗。